# Zvoriștea (gmina)
Zvoriștea – gmina w Rumunii, w okręgu Suczawa. Obejmuje miejscowości Buda, Dealu, Poiana, Slobozia, Stânca, Stâncuța, Șerbănești i Zvoriștea. W 2011 roku liczyła 6124 mieszkańców.